# Yutaka Toko
Yutaka Toko (jap. 徳 豊, Toko Yutaka; * 15. März 2003) ist ein japanischer Eishockeyspieler, der seit 2021 für die Mannschaft der Hōsei-Universität in der Japan Ice Hockey League spielt. Sein Vater Yasunori war ebenfalls japanischer Nationalspieler. Auch seine älteren Schwestern Ayaka und Haruka stehen international für Japan auf dem Eis.

## Karriere
Kenta Takagi, der mit dem Eishockey bei Daishin Jr. begann, spielt seit 2021 für die Mannschaft der Hōsei-Universität in der Japan Ice Hockey League.

### International
Für Japan nahm Toko mit den japanischen Junioren an den U20-Weltmeisterschaften 2022 und 2023 in der Division I teil. Darüber hinaus nahm er mit der japanischen Studentenauswahl an den Winter World University Games 2023 in Lake Placid teil.
Für das japanische Herren-Team debütierte Toko im Alter von 19 Jahren bei der Weltmeisterschaft der Division I 2022. Auch 2023 spielte er in der Division I.

## Erfolge und Auszeichnungen
- 2023 Aufstieg in die Division I, Gruppe A, bei der U20-Weltmeisterschaft der Division I, Gruppe B
- 2023 Aufstieg in die Division I, Gruppe A, bei der Weltmeisterschaft der Division I, Gruppe B